# Mark Porter
Mark Porter (Hamilton (Nieuw-Zeeland), 2 oktober 1974 - Sydney, 8 oktober 2006) was een Australisch autocoureur van Nieuw-Zeelandse komaf.
Porter reed in de Fujitsu V8 Supercar touring car racing-series in Australië.
Zijn debuut met de V8 Supercar series maakt hij in 2002.
In de series van 2006 kwam hij uit voor het raceteam van Hyundai-Hydraulink en stond hij met zijn VZ Holden Commodore op een derde plaats.
Op 6 oktober van dat jaar tijdens een ondersteunde racewedstrijd voor de Bathurst 1000-wedstrijd in de gelijknamige Australische plaats Bathurst verloor hij bij een snelheid van bijna 200 km/h de macht over het stuur, waardoor hij midden op het parcours tot stilstand kwam. Dit had onder meer tot gevolg dat de bestuurderszijde van zijn auto door een andere coureur werd aangereden en hij zwaargewond raakte. Mark Porter werd afgevoerd naar een ziekenhuis en vervolgens via de lucht overgebracht naar een ziekenhuis in Sydney, waar hij twee dagen later op net 32-jarige leeftijd overleed.